# Elle et lui au 14e étage
Pour plus de détails, voir Fiche technique et Distribution.
Elle et lui au 14e étage est un film français réalisé par Sophie Blondy et sorti en 2000.

## Synopsis
Babeth habite avec Rémi au 14e étage d'un immeuble d'Amiens. Elle est encore amoureuse de lui, mais ce n'est plus réciproque.

## Fiche technique
- Titre : Elle et lui au 14e étage
- Réalisation : Sophie Blondy
- Scénario : Sophie Blondy
- Production :  Le Poisson Volant
- Photographie : Renaud Chassaing
- Musique : Jam'Ba, José Padilla
- Montage : Eric Armbruster
- Type : noir et blanc
- Genre : Comédie dramatique
- Durée : 86 minutes
- Dates de sortie : 
  - France : 8 mars 2000

## Distribution
- Sophie Blondy : Babeth
- Paul Tang : Rémi
- Guillaume Depardieu : Arthur
- Bass Dhem : Michel
- Laura Favali : Sabine
- Tara Römer : Romain
- Jules Vallauri : Angelo
- John Berry
- Benoît Magimel

## Critiques
Pour les Inrocks, « Selon l'humeur et selon les sensibilités, on dira que c'est une œuvre libre ou bien un fourre-tout complaisant ».